# Kościół Mariacki w Elblągu
Kościół Mariacki w Elblągu – gotycka, zdesakralizowana świątynia protestancka w Elblągu.
Lokalizacja jest typowa dla klasztorów żebraczych, świątynia powstała na uboczu, przy murach miejskich. Założycielami byli dominikanie przybyli z Krakowa, którzy otrzymali w 1238 z rąk mistrza krajowego zakonu krzyżackiego Hermana Balka dokument fundacyjny. Budowę rozpoczęto ok. 1246 lub 1248 i z tamtego okresu pochodzi dawne klasztorne oratorium, które następnie stało się kościelnym prezbiterium, zakrystia i dwa aneksy przylegające od strony zachodniej. Budowę klasztoru i kościoła przerwało powstanie pruskie w latach 1260-1274. Po jego stłumieniu oratorium przebudowano w stylu wczesnogotyckim. Po pożarze miasta około 1288 roku uszkodzony kościół odbudowano i rozbudowano o część nawową oraz podwyższono prezbiterium. W XIV wieku zbudowano drugą nawę od południa. W 1504 pożar zniszczył nawę główną i oba szczyty, ale udało się uratować prezbiterium. Kościół odbudowano dziesięć lat później, kiedy to powstały sieciowe sklepienia nawy głównej, przebudowano szczyty, obniżono dach prezbiterium i podwyższono nawę południową do wysokości nawy głównej. Do połowy XVI wieku kościół skupiał ludność polską, później utracił znaczenie w tym zakresie. Wiązało się to z opuszczeniem w 1542 świątyni przez ostatnich dominikanów i przekazaniu zabudowań radzie miejskiej, która oddała budynki ewangelikom. Podczas wojny szwedzkiej zniszczony i odbudowany. W 1817 roku  zburzono część budynków klasztoru dominikanów, a w kościele dokonano ingerencji neogotyckich. W czasie II wojny światowej Niemcy wykorzystywali go jako schron, kościół i klasztor zostały zniszczone w 1945 roku, kościół odbudowano po 1959. Z inicjatywy Gerarda Kwiatkowskiego podczas obudowy obiektu przeznaczono go na cele kulturalne, w kwietniu 1961 urządzono w nim Galerię EL.
Kościół powstał na planie nieregularnego prostokąta, posiadał dwie nawy, wydzielone prezbiterium, zakrystię i krużganek. Bryła nie posiada pionowych dominant, jedyną ozdobę stanowią trójkątne szczyty z pinaklami. Z trzech stron niskie przybudówki stanowiące pozostałość klasztornego wirydarza. Wnętrze częściowo zrekonstruowane, pozostawiono mury z ubytkami i epitafiami. Budynek i pozostałość dawnego klasztoru otacza zachowany fragmentarycznie mur, w którym znajdują się ostrołukowe nisze epitafijne.

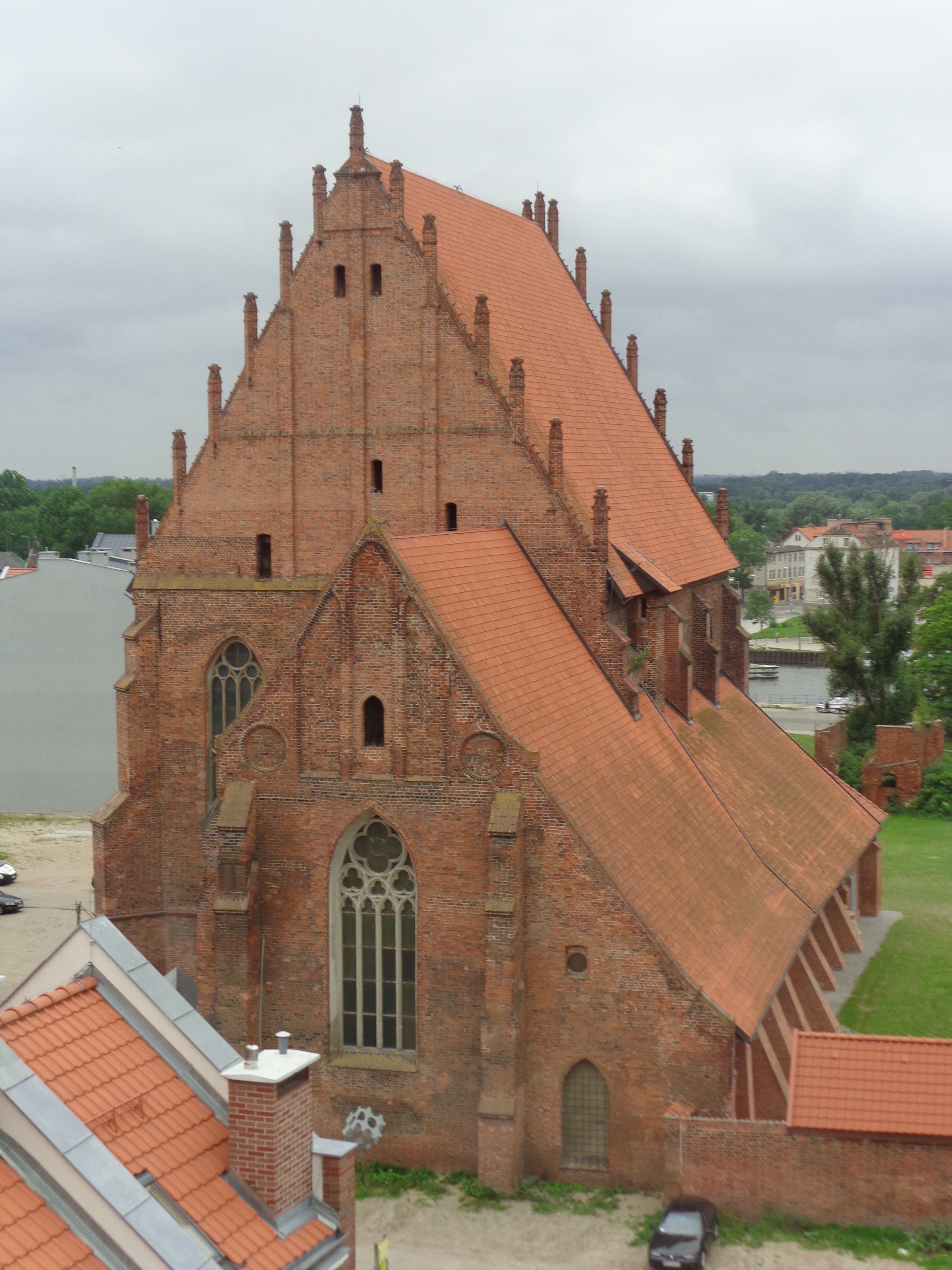
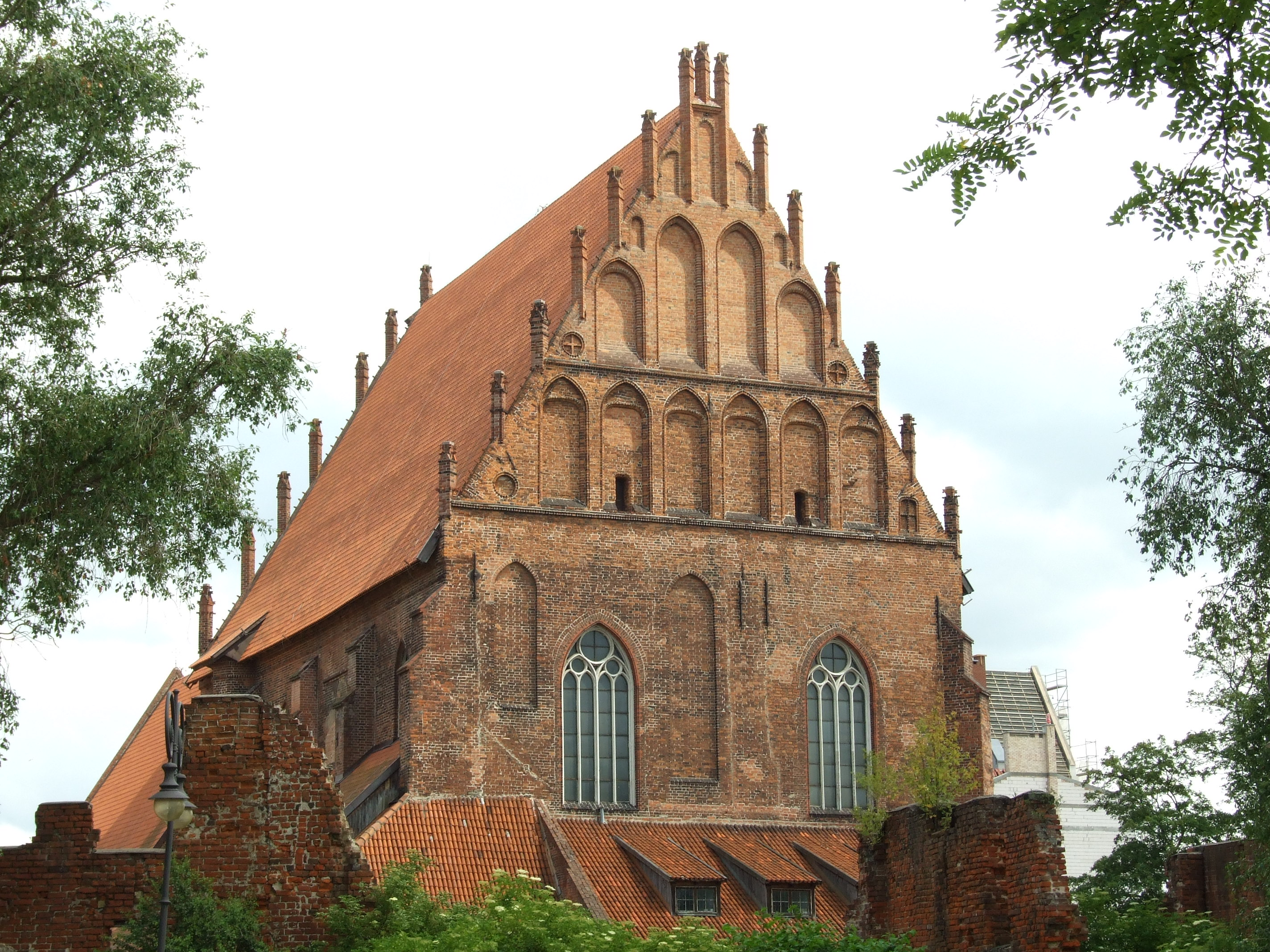
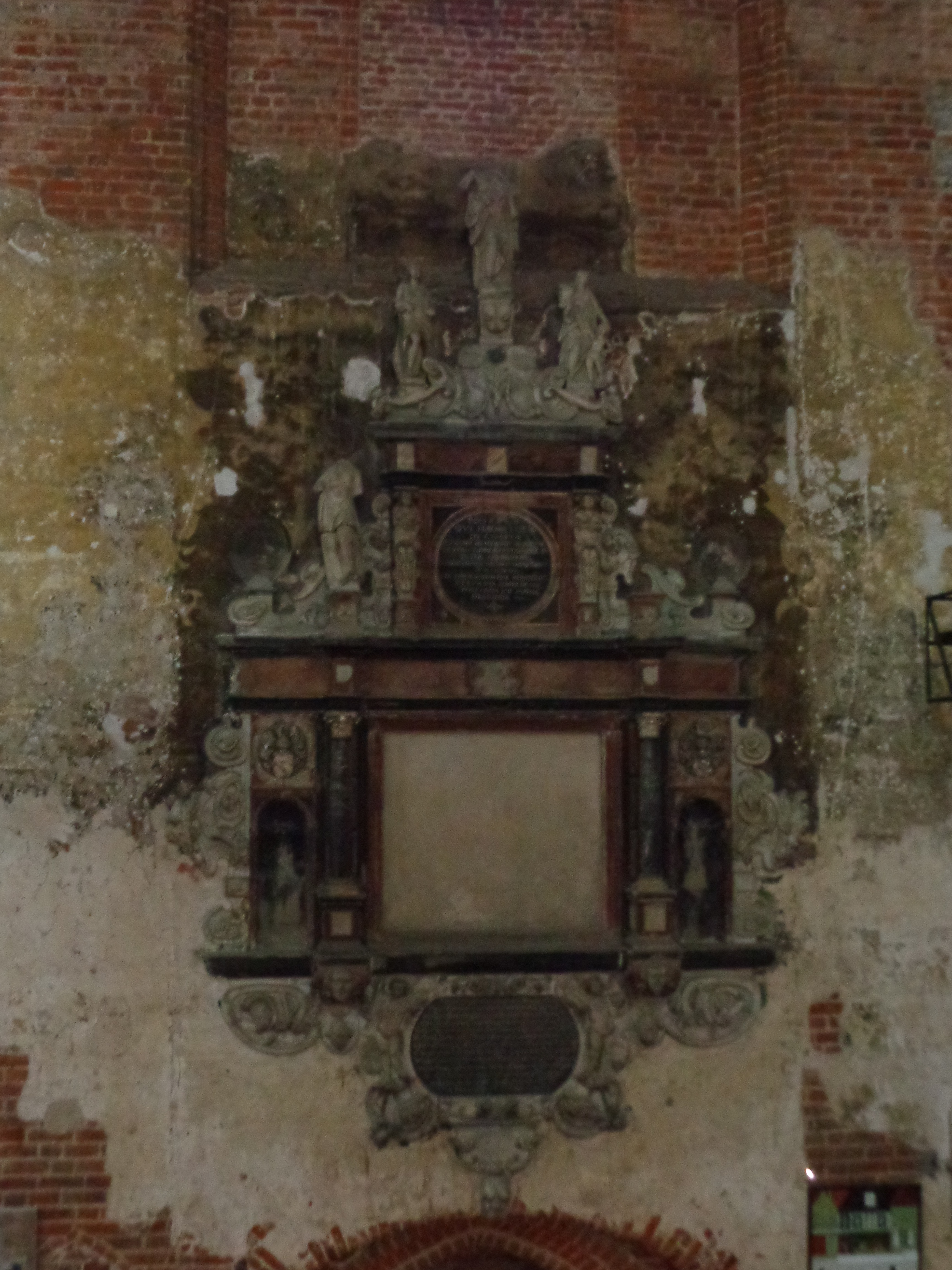
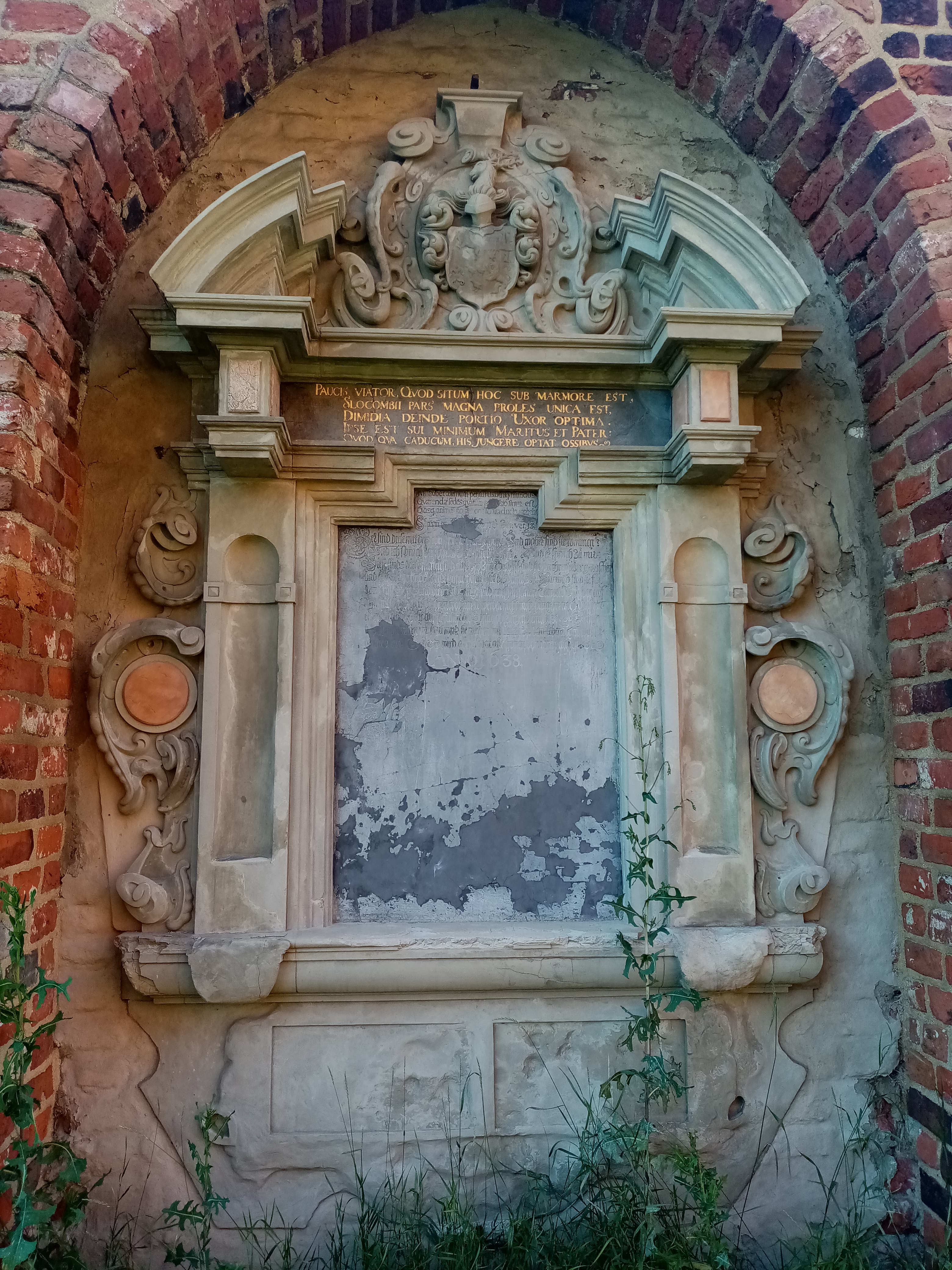
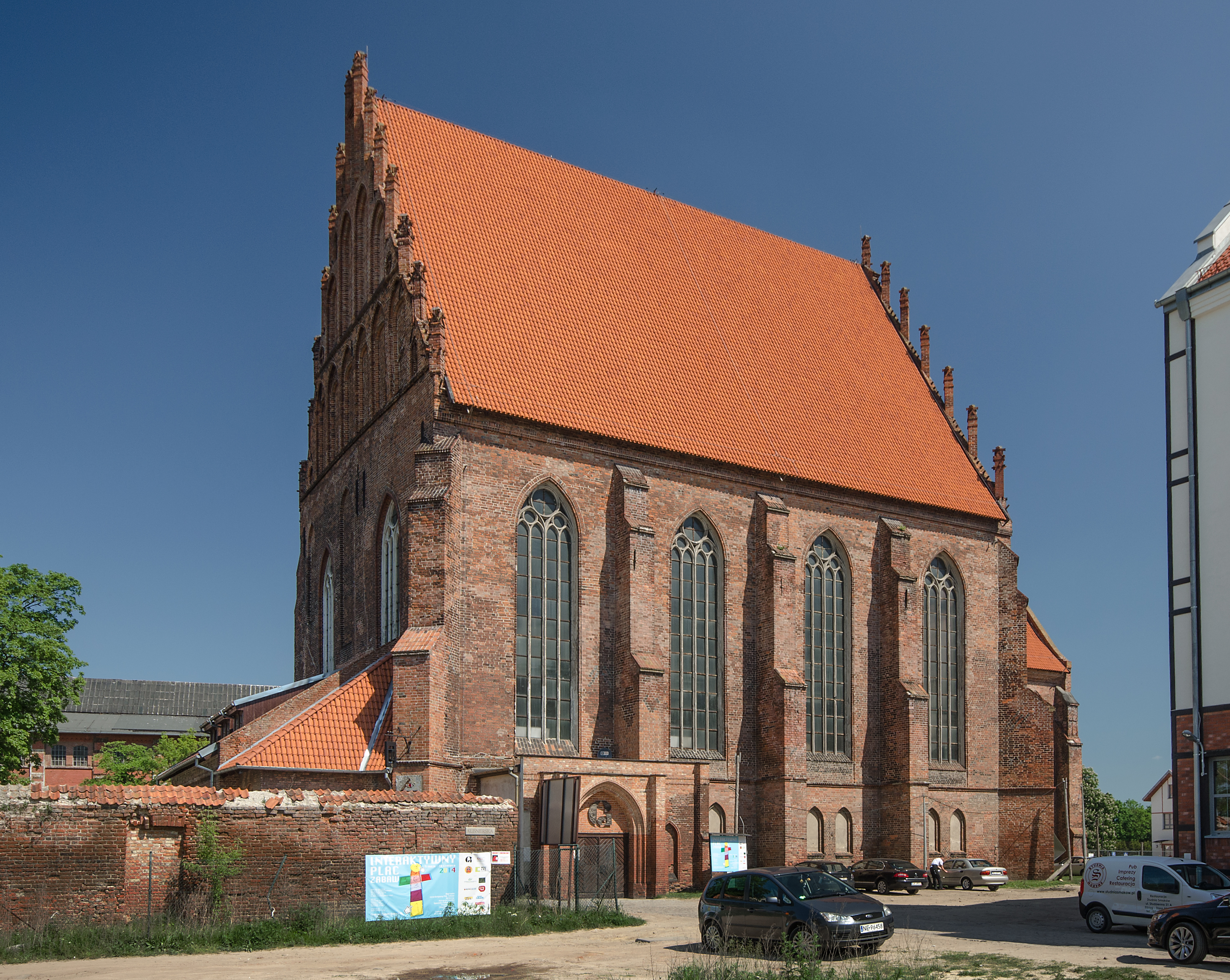
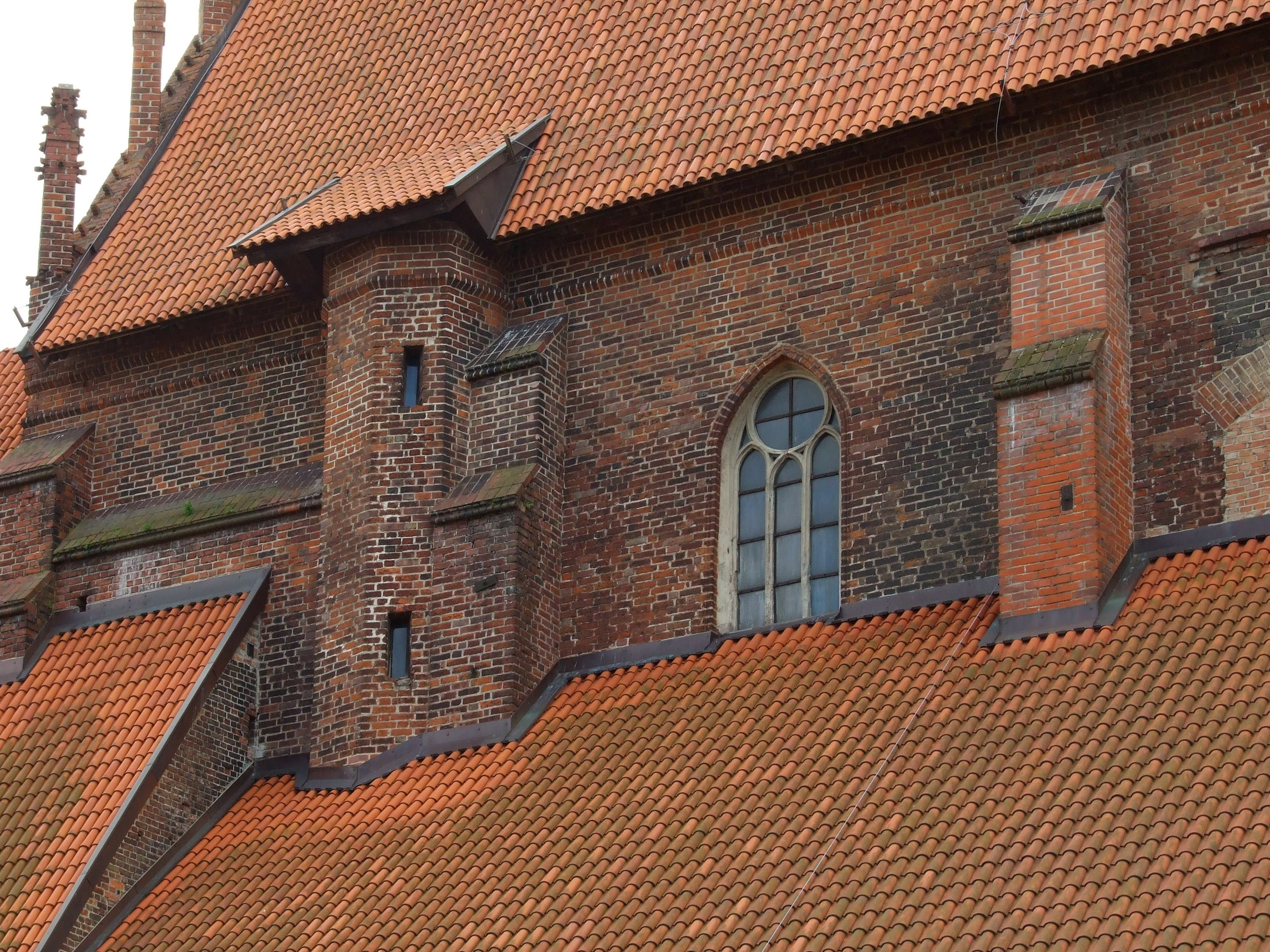